# Pseudogenes
Pseudogenes is een kevergeslacht uit de familie van de boktorren (Cerambycidae). De wetenschappelijke naam van het geslacht werd voor het eerst geldig gepubliceerd in 1894 door Fairmaire.

## Soorten
Pseudogenes omvat de volgende soorten:
- Pseudogenes micheli Villiers, Quentin & Vives, 2011
- Pseudogenes ornaticeps Fairmaire, 1894